# Harrison (Idaho)
Harrison is een plaats (city) in de Amerikaanse staat Idaho, en valt bestuurlijk gezien onder Kootenai County.

## Demografie
Bij de volkstelling in 2000 werd het aantal inwoners vastgesteld op 267.
In 2006 is het aantal inwoners door het United States Census Bureau geschat op 282, een stijging van 15 (5.6%).

## Geografie
Volgens het United States Census Bureau beslaat de plaats een oppervlakte van
1,3 km², waarvan 1,1 km² land en 0,2 km² water. Harrison ligt op ongeveer 673 m boven zeeniveau.

## Plaatsen in de nabije omgeving
De onderstaande figuur toont nabijgelegen plaatsen in een straal van 28 km rond Harrison.